# Rudolf Bommer
Rudolf Bommer (ur. 19 sierpnia 1957 w Aschaffenburgu) – niemiecki piłkarz występujący na pozycji pomocnika. Trener piłkarski.

## Kariera klubowa
Bommer jako junior grał w zespołach TV 1860 Aschaffenburg, Viktoria Aschaffenburg oraz Kickers Offenbach. W 1976 roku trafił do pierwszoligowej Fortuny Düsseldorf. W Bundeslidze zadebiutował 14 sierpnia 1976 roku w przegranym 1:2 pojedynku z Bayernem Monachium, w którym strzelił także gola. W 1978 roku dotarł z klubem do finału Pucharu RFN, a w 1979 roku do finału Pucharu Zdobywców Pucharów. W tym samym roku, a także w 1980 roku zdobył z Fortuną Puchar RFN. Przez 9 lat w barwach tego zespołu rozegrał 264 spotkania i zdobył 38 bramek.
W 1985 roku Bommer odszedł do Bayeru Uerdingen, także grającego w Bundeslidze. Zadebiutował tam 10 sierpnia 1985 roku w wygranym 1:0 spotkaniu z Bayernem Monachium. W 1986 roku zajął z klubem 3. miejsce w Bundeslidze. W Bayerze grał przez trzy lata. Łącznie zagrał tam w 83 meczach i strzelił 13 goli.
W 1988 roku Bommer przeszedł do drugoligowej Viktorii Aschaffenburg, w której występował już jako junior. W 1989 roku spadł z zespołem do Oberligi. Tam spędził trzy lata, a potem, w 1992 roku wrócił do Bundesligi, związując się kontraktem z Eintrachtem Frankfurt. Pierwszy ligowy mecz zaliczył tam 15 sierpnia 1992 roku przeciwko Dynamu Drezno (1:1). W 1993 roku zajął z Eintrachtem 3. miejsce w Bundeslidze, a w 1996 roku spadł z nim do 2. Bundesligi. W 1997 roku zakończył karierę.

## Kariera reprezentacyjna
W reprezentacji RFN Bommer zadebiutował 15 lutego 1984 roku w wygranym 3:2 towarzyskim meczu z Bułgarią. W tym samym roku został powołany do kadry na Mistrzostwa Europy. Zagrał na nich w meczu z Portugalią (0:0), a Niemcy odpadli z turniej po fazie grupowej.
W tym samym roku Bommer dotarł z drużyną do ćwierćfinału Letnich Igrzysk Olimpijskich. W 1988 roku wraz z zespołem zdobył brązowy medal Letnich Igrzysk Olimpijskich.
W drużynie narodowej Bommer rozegrał 6 spotkań, wszystkie w 1984 roku.

## Kariera trenerska
Bommer karierę jako trener rozpoczął w zespole FC Kleinwallstadt. Następnie prowadził rezerwy Eintrachtu Frankfurt, VfR Mannheim oraz Viktorię Aschaffenburg. Od 2000 roku trenował grający w Regionallidze Süd SV Wacker Burghausen. W 2002 roku awansował z klubem do 2. Bundesligi. Pracował tam do 2004 roku.
Potem był szkoleniowcem zespołu TSV 1860 Monachium i 1. FC Saarbrücken. W 2006 roku został zatrudniony jako trener w MSV Duisburgu. W 2007 roku awansował z nim do Bundesligi, ale w 2008 roku wrócił do 2. Bundesligi. W listopadzie 2008 roku stracił pracę.
Od początku 2011/2012 Bommer ponownie prowadził trzecioligowy SV Wacker Burghausen, a na początku 2012 roku został szkoleniowcem Energie Cottbus.